# Чемпионат Европы по лёгкой атлетике в помещении 2019 — семиборье (мужчины)
Соревнования в семиборье у мужчин на чемпионате Европы по лёгкой атлетике в помещении 2019 года прошли 2 и 3 марта в Глазго на Арене Содружества.
К участию были допущены 12 многоборцев: 4 лучших по итогам летнего сезона 2018 года и ещё 8 — на основании результатов в зимнем сезоне 2019 года.
Действующим зимним чемпионом Европы в семиборье являлся Кевин Майер из Франции. Он не защищал свой титул, отказавшись от подготовки к многоборью в зимнем сезоне 2019 года в пользу выступлений в отдельных видах.

## Медалисты
| Золото               | Серебро                       | Бронза                          |
| Хорхе Уренья Испания | Тимоти Дакуорт Великобритания | Илья Шкуренёв Нейтральный атлет |

## Рекорды
До начала соревнований действующими были следующие рекорды в помещении.
| Мировой рекорд                   | Эштон Итон США                | 6645 очков | Стамбул, Турция | 10 марта 2012  |
| Рекорд Европы                    | Кевин Майер Франция           | 6479 очков | Белград, Сербия | 5 марта 2017   |
| Рекорд чемпионатов Европы        | Кевин Майер Франция           | 6479 очков | Белград, Сербия | 5 марта 2017   |
| Лучший результат сезона в мире   | Томас ван дер Платсен Бельгия | 6132 очка  | Гент, Бельгия   | 3 февраля 2019 |
| Лучший результат сезона в Европе | Томас ван дер Платсен Бельгия | 6132 очка  | Гент, Бельгия   | 3 февраля 2019 |

## Расписание
| Дата         | Время | Раунд соревнований |
| ------------ | ----- | ------------------ |
| 2 марта 2019 | 10:08 | 60 м               |
| 2 марта 2019 | 12:05 | Прыжок в длину     |
| 2 марта 2019 | 18:02 | Толкание ядра      |
| 2 марта 2019 | 19:50 | Прыжок в высоту    |
| 3 марта 2019 | 10:06 | 60 м с барьерами   |
| 3 марта 2019 | 11:15 | Прыжок с шестом    |
| 3 марта 2019 | 19:37 | 1000 м             |

Время местное (UTC±00:00)

## Результаты
Обозначения: WR — Мировой рекорд | ER — Рекорд Европы | CR — Рекорд чемпионатов Европы | NR — Национальный рекорд | NU23R — Национальный рекорд среди молодёжи | WL — Лучший результат сезона в мире | EL — Лучший результат сезона в Европе | PB — Личный рекорд | SB — Лучший результат в сезоне | DNS — Не стартовал | DNF — Не финишировал | NM — Без результата | DQ — Дисквалифицирован

На старт вышли многоборцы из 11 стран. Турнир стартовал с рекорда чемпионатов в беге на 60 метров, который установил эстонец Карл Роберт Салури — 6,75. Однако уже в прыжке в длину он получил травму спины, а после третьего вида (толкания ядра) снялся с соревнований. Первый день лидером закончил британец Тимоти Дакуорт, показавший лучшие результаты в прыжках в длину (7,79 м) и высоту (2,13 м).
Определяющим в борьбе за золотую медаль стал старт второго дня: в беге на 60 метров с барьерами Хорхе Уренья оказался единственным, кто пробежал быстрее 8 секунд (7,78). Этот результат позволил ему отыграть 90 очков отставания от Дакуорта и выйти в лидеры с преимуществом в 6 очков. В прыжке с шестом оба спортсмена показали одинаковый результат, 5,00 м, а на 1000 м значительно быстрее был Уренья. Он и стал чемпионом Европы с лучшим результатом сезона в мире — 6218 очков. Двумя годами ранее на чемпионате Европы он показал почти идентичный результат, но остался с серебряной медалью.
Третье место занял россиянин Илья Шкуренёв, выступавший в качестве нейтрального атлета. В тройку лидеров он впервые попал только после прыжка с шестом, а на дистанции 1000 метров смог сохранить небольшое преимущество над шведом Фредриком Самуэльссоном.

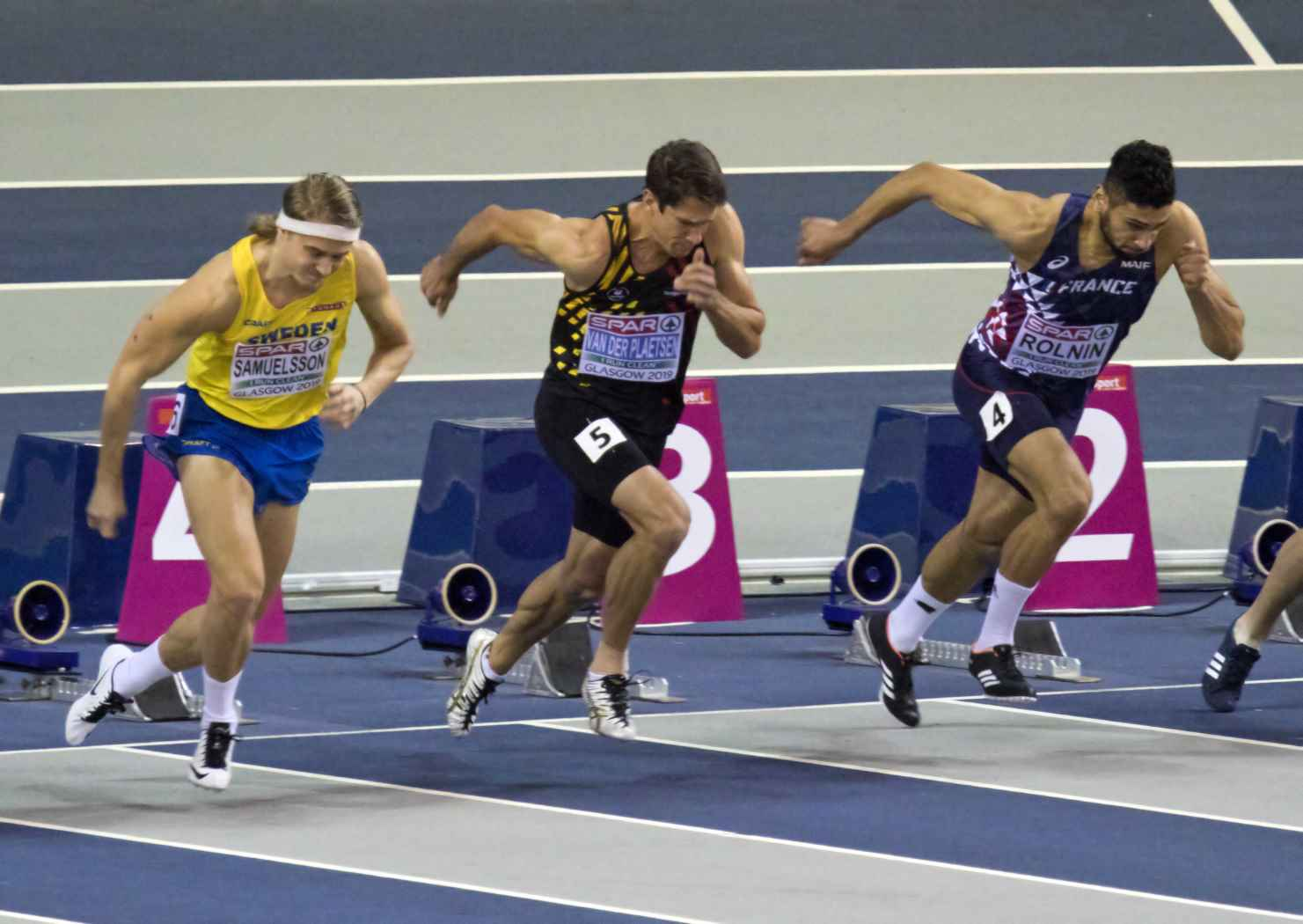
Бег на 60 метров
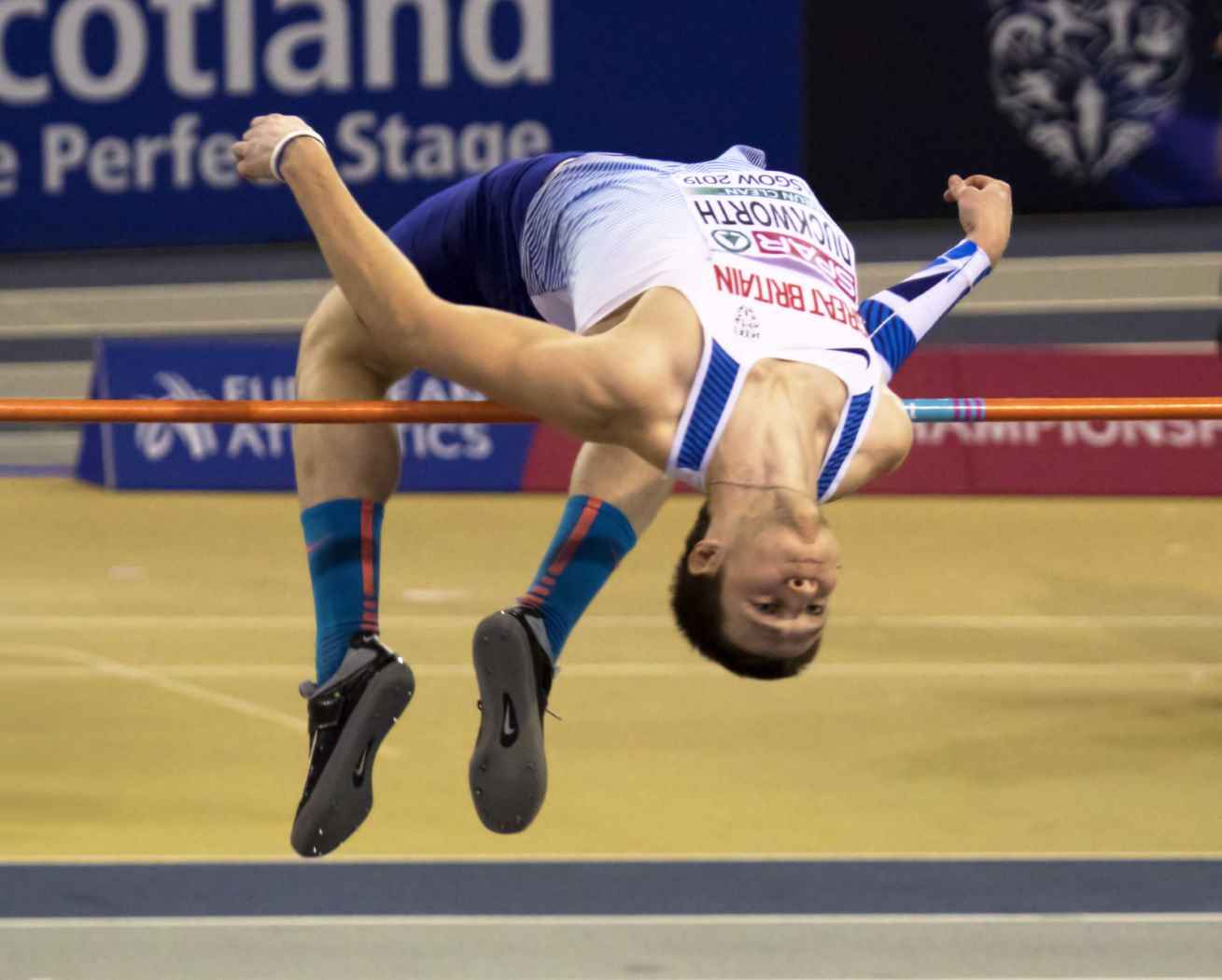
Тимоти Дакуорт вышел в лидеры после прыжка в высоту
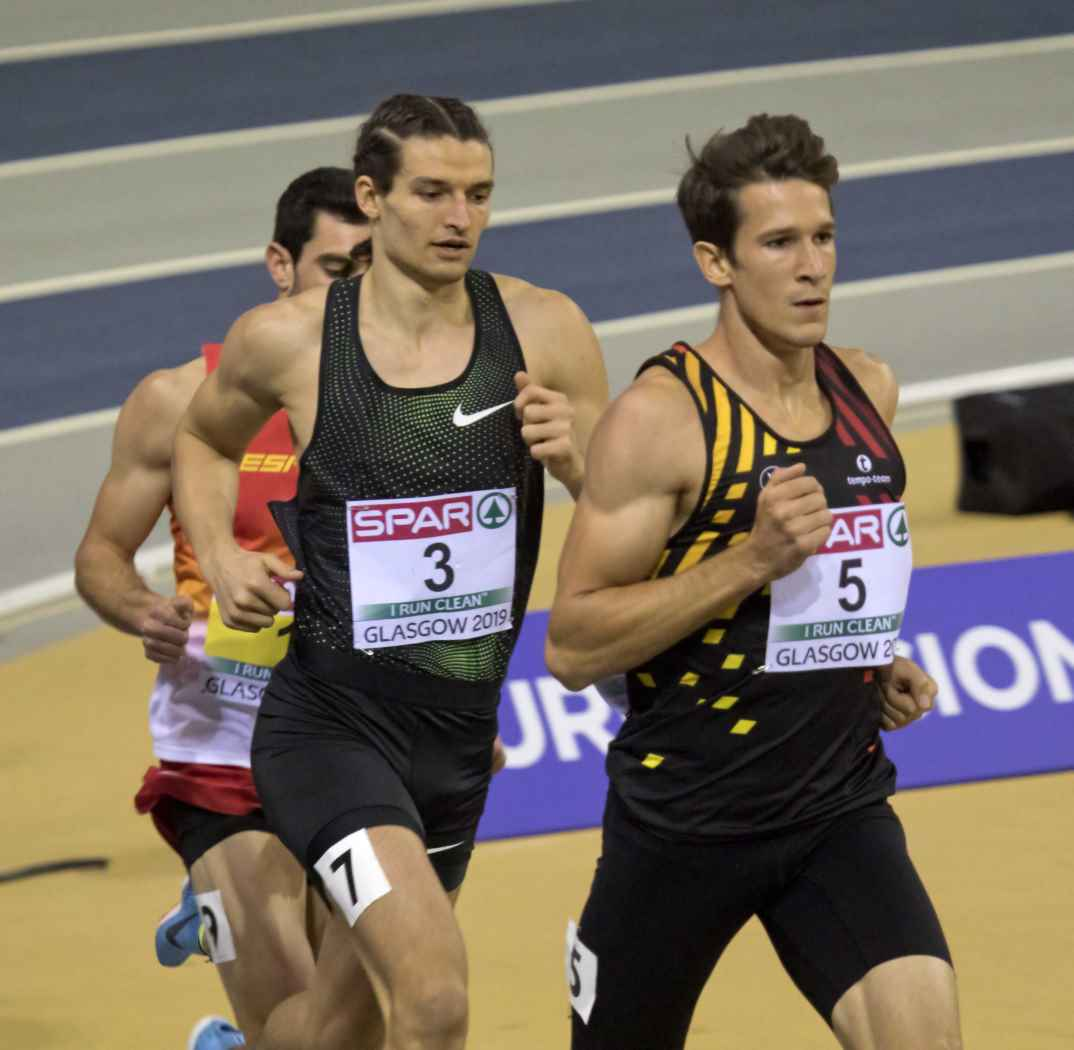
Илья Шкуренёв (слева) и Томас ван дер Платсен на дистанции 1000 метров
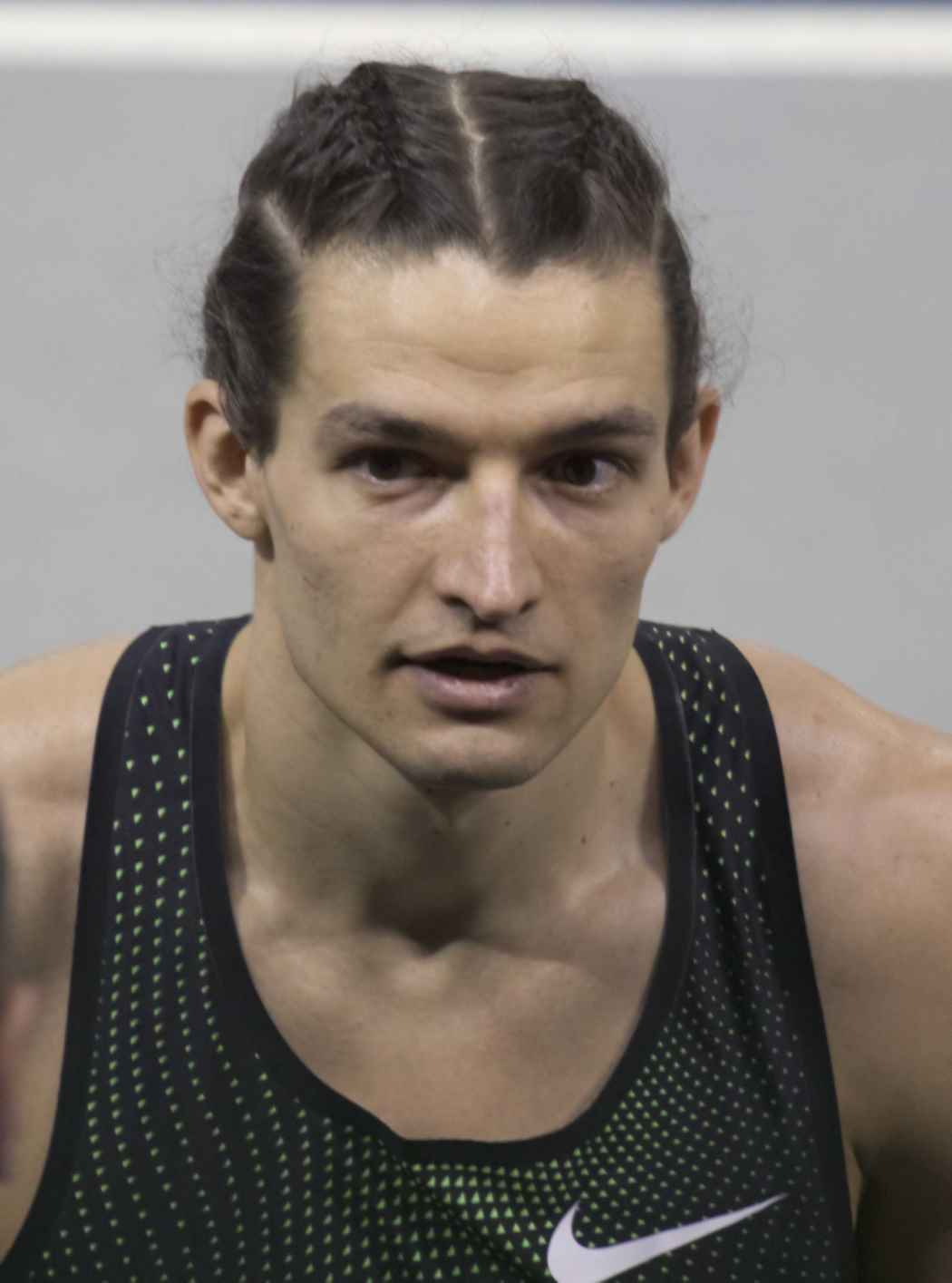
Илья Шкуренёв стал бронзовым призёром

| Место | Спортсмен             | Гражданство       | 60   | длина  | ядро    | высота | 60 с/б | шест   | 1000      | Очки | Примечания |
| ----- | --------------------- | ----------------- | ---- | ------ | ------- | ------ | ------ | ------ | --------- | ---- | ---------- |
| 1     | Хорхе Уренья          | Испания           | 6,96 | 7,39 м | 14,68 м | 2,07 м | 7,78   | 5,00 м | 2:44.27   | 6218 | WL         |
| 2     | Тимоти Дакуорт        | Великобритания    | 6,85 | 7,79 м | 12,97 м | 2,13 м | 8,16   | 5,00 м | 2:49.44   | 6156 | SB         |
| 3     | Илья Шкуренёв         | Нейтральный атлет | 7,18 | 7,66 м | 14,30 м | 2,04 м | 8,02   | 5,20 м | 2:45.35   | 6145 | SB         |
| 4     | Фредрик Самуэльссон   | Швеция            | 7,06 | 7,66 м | 14,69 м | 2,07 м | 8,20   | 5,00 м | 2:45.99   | 6125 | PB         |
| 5     | Андреас Бехман        | Германия          | 7,05 | 7,39 м | 14,04 м | 2,07 м | 8,55   | 5,20 м | 2:45.86   | 6001 |            |
| 6     | Томас ван дер Платсен | Бельгия           | 7,35 | 7,57 м | 13,76 м | 2,10 м | 8,29   | 5,20 м | 2:48.30   | 5989 |            |
| 7     | Мартин Рё             | Норвегия          | 7,03 | 7,53 м | 15,60 м | 1,92 м | 8,36   | 4,90 м | 2:46.17   | 5951 | =NR        |
| 8     | Виталий Жук           | Беларусь          | 7,13 | 6,55 м | 16,32 м | 1,98 м | 8,57   | 4,80 м | 2:47.18   | 5689 |            |
| 9     | Иржи Сикора           | Чехия             | 7,08 | 7,36 м | 15,09 м | 1,92 м | 8,02   | NM     | 2:50.58   | 5016 |            |
| 10 !  | Янек Ыйглане          | Эстония           | 7,15 | 7,23 м | 15,50 м | 2,01 м | 8,18   | 4,80 м | DNS       | DNF  |            |
| 11 !  | Басиль Рольнен        | Франция           | 7,13 | 7,44 м | 15,17 м | 2,04 м | DNS    | 0 !    | 3:00.00 ! | DNF  |            |
| 12 !  | Карл Роберт Салури    | Эстония           | 6,75 | 7,49 м | 13,84 м | DNS    | 9,99 ! | 0 !    | 3:00.00 ! | DNF  |            |